# فهرست نقش‌آفرینی‌های ان هتوی

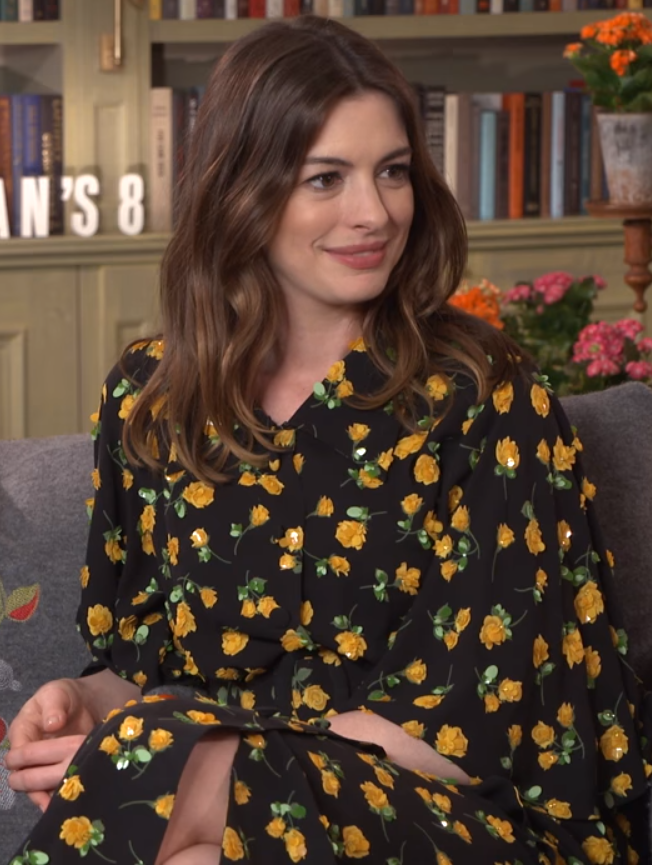
ان هتوی در پنل تبلیغاتی هشت یار اوشن در سال ۲۰۱۸

ان هتوی بازیگر آمریکایی است که در زمینه سینما، تلویزیون و تئاتر فعالیت کرده‌است. او اولین نقش خود را در مجموعه تلویزیونی واقعی شو (۱۹۹۹–۲۰۰۰) پیش از آنکه نقش موفقیت آمیزش، میا ترموپلیس را در فیلم موفق دفتر خاطرات شاهدخت (۲۰۰۱) ایفا کند انجام داد. او بعداً این نقش را در دفتر خاطرات شاهدخت ۲: نامزدی سلطنتی (۲۰۰۵) تکرار کرد. در سال بعد، او اولین تئاترش کارناوال! را در نیویورک سیتی سنتر اجرا کرد. او همچنین در همان سال در چندین فیلم خانوادگی مانند نیکلاس نیکلبی (۲۰۰۲) و طلسم الا (۲۰۰۴) ایفای نقش کرد که فروش خوبی داشتند. در سال ۲۰۰۵، او شخصیت اصلی فیلم کمدی شنل‌قرمزی را صداگذاری کرد. در همان سال، هتوی نقش بالغ‌تری را در رومانتیک همجنسگرایانه کوهستان بروکبک ایفا کرد. در سال ۲۰۰۶، هتوی در مقابل مریل استریپ در فیلم درام کمدی شیطان پرادا می‌پوشد درخشید و در سال بعد، نقش جین آستین را در درام زندگینامه‌ای جین شدن ایفا کرد.
در سال ۲۰۰۸، هتوی نقش یک الکلیسم بهبود یافته را در درام ریچل ازدواج می‌کند اجرا کرد. هتوی برای ایفای این نقش نامزد دریافت چندین جایزه از جمله جایزه اسکار بهترین بازیگر نقش اول زن شد. در سال بعد، او نقش ویولا را در تئاتر شب دوازدهم از پابلیک تییتر بازی کرد. در سال ۲۰۱۰، او برنده جایزه امی ساعات پربیننده برای عملکرد برجسته صدا برای صداگذاریش در یکی از قسمت‌های سیمپسون‌ها شد. در همان سال، او نقش ملکه سفید را در آلیس در سرزمین عجایب ساخته تیم برتون ایفا کرد. هتوی به خاطر نقشش به عنوان هنرمند سرزنده در عشق و دیگر داروها (۲۰۱۰) نامزد دریافت جایزه گلدن گلوب بهترین بازیگر زن فیلم موزیکال یا کمدی شد. در طول این دوره، هتوی در چندین فیلم از جمله اسمارت را بگیر (۲۰۰۸)، جنگ عروس‌ها (۲۰۰۹) و روز والنتاین (۲۰۱۰) درخشید. پس از آن او یک مکائو اسپیکس بنام جوئل را در ریو (۲۰۱۱) و ریو ۲ (۲۰۱۴) صداگذاری کرد.
در سال ۲۰۱۲، هتوی در فیلم ابرقهرمانی شوالیه تاریکی برمی‌خیزد به کارگردانی کریستوفر نولان نقش‌آفرینی کرد که بیش از ۱ میلیارد دلار در سرار جهان فروش داشت. منتقدان بازی هتوی را در نقش زن گربه‌ای ستودند و همچنین برنده جایزه ساترن برای بهترین بازیگر نقش مکمل زن شد. در سال بعد، او فانتین را در فیلم موزیکال بینوایان ساخته تام هوپر به تصویر کشید که برنده جایزه گلدن گلوب بهترین بازیگر نقش مکمل زن، جایزه انجمن بازیگران فیلم برای بهترین بازیگر نقش مکمل زن، جایزه بفتای بهترین بازیگر نقش مکمل زن و جایزه اسکار بهترین بازیگر نقش مکمل زن شد. در سال ۲۰۱۴، هتوی به عنوان یک دانشمند ناسا در فیلم علمی تخیلی میان‌ستاره‌ای به کارگردانی کریستوفر نولان ظاهر شد که برای آن نامزد دریافت جایزه ساترن بهترین بازیگر نقش اول زن شد. او بعداً در فیلم‌هایی نظیر کارآموز (۲۰۱۵)، آلیس در آن‌سوی آینه (۲۰۱۶)، غول‌آسا (۲۰۱۶)، هشت یار اوشن (۲۰۱۸) و فریب‌کاری (۲۰۱۹) ظاهر شد.

## فیلم‌ها
| فیلم‌هایی که هنوز منتشر نشده‌اند. | نشان‌دهنده فیلم‌های منتشر نشده |

| سال  | عنوان                                     | نقش                                     | یادداشت‌ها               | م.            |
| ---- | ----------------------------------------- | --------------------------------------- | ----------------------- | ------------- |
| ۲۰۰۱ | دفتر خاطرات شاهدخت                        | میا ترموپلیس                            |                         | [ ۱۵ ]        |
| ۲۰۰۱ | طرف دیگر بهشت                             | جین سابین                               |                         | [ ۱۶ ]        |
| ۲۰۰۲ | نیکلاس نیکلبی                             | مادلین بری                              |                         | [ ۱۷ ]        |
| ۲۰۰۳ | بازگشت گربه                               | هارو یوشیاکا                            | صداپیشه                 | [ ۱۸ ]        |
| ۲۰۰۴ | طلسم الا                                  | الا                                     |                         | [ ۱۹ ]        |
| ۲۰۰۴ | دفتر خاطرات شاهدخت ۲: نامزدی سلطنتی       | میا ترموپلیس                            |                         | [ ۲۰ ]        |
| ۲۰۰۵ | شنل‌قرمزی                                  | شنل‌قرمزی                                | صداپیشه                 | [ ۲۱ ]        |
| ۲۰۰۵ | خرابی                                     | آلیسون لنگ                              |                         | [ ۲۲ ]        |
| ۲۰۰۵ | کوهستان بروکبک                            | لورین نیوزسام تویست                     |                         | [ ۲۳ ]        |
| ۲۰۰۶ | شیطان پرادا می‌پوشد                        | اندی ساکس                               |                         | [ ۲۴ ]        |
| ۲۰۰۷ | جین شدن                                   | جین آستن                                |                         | [ ۲۵ ]        |
| ۲۰۰۸ | اسمارت را بگیر                            | مأمور ۹۹                                |                         | [ ۲۶ ]        |
| ۲۰۰۸ | اسمارت را بگیر بروس و لوید: خارج از کنترل | مأمور ۹۹                                | ذکر نشده؛ تک‌جلوه        | [ ۲۷ ]        |
| ۲۰۰۸ | ریچل ازدواج می‌کند                         | کیم بوچمن                               |                         | [ ۲۸ ]        |
| ۲۰۰۸ | مسافران                                   | کلر سامرز                               |                         | [ ۲۹ ]        |
| ۲۰۰۹ | جنگ عروس‌ها                                | اما آلن                                 |                         | [ ۳۰ ]        |
| ۲۰۰۹ | والنتینو: آخرین امپراتور                  | خودش                                    | فیلم مستند              | [ ۳۱ ]        |
| ۲۰۱۰ | روز والنتاین                              | لیز کارن                                |                         | [ ۳۲ ]        |
| ۲۰۱۰ | آلیس در سرزمین عجایب                      | میرانا / ملکه سفید                      |                         | [ ۳۳ ]        |
| ۲۰۱۰ | عشق و دیگر داروها                         | مگی مورداک                              |                         | [ ۳۴ ]        |
| ۲۰۱۰ | ۱۰ کوه ۱۰ سال                             | راوی                                    | فیلم مستند              | [ ۳۵ ]        |
| ۲۰۱۱ | ریو                                       | جوئل                                    | صداپیشه                 | [ ۳۶ ]        |
| ۲۰۱۱ | یک روز                                    | اما مورلی                               |                         | [ ۳۷ ]        |
| ۲۰۱۲ | شوالیه تاریکی برمی‌خیزد                    | زن گربه‌ای / سلینا کایل                  |                         | [ ۳۸ ]        |
| ۲۰۱۲ | بینوایان                                  | فانتین                                  |                         | [ ۳۹ ]        |
| ۲۰۱۳ | خیزش دختران                               | راوی                                    | فیلم مستند              | [ ۴۰ ]        |
| ۲۰۱۳ | دان جان                                   | امیلی لمباردو                           | تک‌جلوه                  | [ ۴۱ ]        |
| ۲۰۱۴ | آهنگ اول                                  | فرنی الیس                               | همچنین تهیه‌کننده        | [ ۴۲ ]        |
| ۲۰۱۴ | ریو ۲                                     | جوئل                                    | صداپیشه                 | [ ۴۳ ]        |
| ۲۰۱۴ | دان پیوت                                  | مأمور تروث                              | تک‌جلوه                  | [ ۴۴ ]        |
| ۲۰۱۴ | میان‌ستاره‌ای                               | امیلیا برند                             |                         | [ ۴۵ ]        |
| ۲۰۱۵ | کارآموز                                   | جولز استین                              |                         | [ ۴۶ ]        |
| ۲۰۱۶ | آلیس در آن‌سوی آینه                        | میرانا / ملکه سفید                      |                         | [ ۴۷ ]        |
| ۲۰۱۶ | غول‌آسا                                    | گلوریا                                  | همچنین تهیه‌کننده اجرایی | [ ۴۸ ]        |
| ۲۰۱۸ | هشت یار اوشن                              | دافنه کلوگر                             |                         | [ ۴۹ ]        |
| ۲۰۱۹ | آرامش                                     | کارن زاریاکاس                           |                         | [ ۵۰ ]        |
| ۲۰۱۹ | فریب‌کاری                                  | جوزفین چسترفیلد                         |                         | [ ۵۱ ]        |
| ۲۰۱۹ | آب‌های تیره                                | سارا بلوت                               |                         | [ ۵۲ ]        |
| ۲۰۲۰ | آخرین چیزی که او می‌خواست                  | النا مک‌مون                              |                         | [ ۵۳ ]        |
| ۲۰۲۰ | جادوگرها                                  | خانم اوا ارنست / بزرگ جادوگر بلند مرتبه |                         | [ ۵۴ ]        |
| ۲۰۲۱ | قرنطینه                                   | لیندا                                   |                         | [ ۵۵ ]        |
| ۲۰۲۲ | زمان آرماگدون                             | استر گراف                               |                         | [ ۵۶ ]        |
| ۲۰۲۳ | آیلین                                     | ربکا سنت جان                            |                         | [ ۵۷ ]        |
| ۲۰۲۳ | او نزد من آمد                             | پاتریشیا لادم                           | همچنین تهیه‌کننده        | [ ۵۸ ]        |
| ۲۰۲۴ | غریزه مادران                              | سلین                                    | همچنین تهیه‌کننده        | [ ۵۹ ]        |
| ۲۰۲۴ | ایده تو                                   | سولن مارچن                              | همچنین تهیه‌کننده        | [ ۶۰ ]        |
| ۲۰۲۵ | مادر مری                                  | TBA                                     |                         | [ ۶۱ ] [ ۶۲ ] |
| ۲۰۲۶ | خیابان فلاورویل                           | TBA                                     |                         | [ ۶۳ ]        |
| ۲۰۲۶ | ادیسه                                     | TBA                                     |                         |               |

## تئاتر
| سال  | اثر            | مکان               | نقش(ها)            | م.     |
| ---- | -------------- | ------------------ | ------------------ | ------ |
| ۲۰۰۲ | کارناوال!      | نیویورک سیتی سنتر  | لی‌لی               | [ ۶۴ ] |
| ۲۰۰۳ | زن سفیدپوش     | کارگاه سیدمنتون    | لورا فیرلی         | [ ۶۵ ] |
| ۲۰۰۵ | بچه‌ها و هنر    | تئاتر نیو آمستردام | بازیگر             | [ ۶۶ ] |
| ۲۰۰۹ | شب دوازدهم     | تئاتر دلاکورت      | ویولا              | [ ۶۷ ] |
| ۲۰۱۵ | زمین‌گیرشده     | پابلیک تییتر       | خلبان بی‌نام        | [ ۶۸ ] |
| ۲۰۱۷ | منولوژی کودکان | تالار کارنگی       | زن با معشوقه بی‌وفا | [ ۶۹ ] |

## تلویزیون
| سال(ها)   | عنوان                          | نقش                | یادداشت‌ها                                                    | م.     |
| --------- | ------------------------------ | ------------------ | ------------------------------------------------------------ | ------ |
| ۱۹۹۹–۲۰۰۰ | واقعی شو                       | مگان گرین          | ۲۲ قسمت                                                      | [ ۷۰ ] |
| ۲۰۰۷      | شمارش معکوس کریسمس المو        | خودش               | ویژه تلویزیون                                                | [ ۷۱ ] |
| ۲۰۰۸      | پخش زنده شنبه شب               | میزبان             | قسمت: «ان هتوی/کیلرز»                                        | [ ۷۲ ] |
| ۲۰۰۹      | سیمپسون‌ها                      | جنی (صدا)          | قسمت: «خوب، غمگین و دارویی»                                  | [ ۷۳ ] |
| ۲۰۱۰      | سیمپسون‌ها                      | پرنسس پنلوپه (صدا) | قسمت: «روزی روزگاری در اسپرینگفیلد»                          | [ ۷۴ ] |
| ۲۰۱۰      | پخش زنده شنبه شب               | میزبان             | قسمت: «ان هتوی/فلورنس اند د مشین»                            | [ ۷۵ ] |
| ۲۰۱۰      | مرد خانواده                    | مادر مگی (صدا)     | قسمت: «برو، استوی، برو!»                                     | [ ۷۶ ] |
| ۲۰۱۰      | مرد خانواده                    | خودش (صدا)         | قسمت: «آوریل در کوهاگ»                                       | [ ۷۷ ] |
| ۲۰۱۱      | هشتاد و سومین دوره جوایز اسکار | میزبان             | میزبان همکار با جیمز فرانکو                                  | [ ۷۸ ] |
| ۲۰۱۱      | مرد خانواده                    | بلوند جذاب (صدا)   | قسمت: «این یک تله است!»                                      | [ ۷۹ ] |
| ۲۰۱۲      | پخش زنده شنبه شب               | میزبان             | قسمت: «ان هتوی/ریانا»                                        | [ ۸۰ ] |
| ۲۰۱۲      | سیمپسون‌ها                      | جنی (صدا)          | قسمت: «رودخانه مون‌شاین»                                      | [ ۸۱ ] |
| ۲۰۱۵      | هیت‌رکورد در تلویزیون           | ویروس ویویکا       | قسمت: «دوباره: شماره دو»                                     | [ ۸۲ ] |
| ۲۰۱۵      | مسابقه لب‌خوانی                 | خودش               | قسمت: «ان هتوی در برابر امیلی بلانت»                         | [ ۸۳ ] |
| ۲۰۱۶      | حالا مستند!                    | خودش               | قسمت: «آقای رانر آپ: زندگی من به عنوان ساقدوش اسکار، قسمت ۲» | [ ۸۴ ] |
| ۲۰۱۹      | عشق امروزی                     | لکسی               | ۲ قسمت                                                       | [ ۸۵ ] |
| ۲۰۲۰      | سسمی استریت: تاریخ بازی المو   | خودش               | ویژه تلویزیون                                                | [ ۸۶ ] |
| ۲۰۲۱      | درگ ریس روپال                  | خودش               | قسمت: «رسانه‌های اجتماعی: روسیکال تأیید نشده»                 | [ ۸۷ ] |
| ۲۰۲۱      | سولوز                          | لیا                | قسمت: «LEAH»                                                 | [ ۸۸ ] |
| ۲۰۲۲      | وی‌کرشت                         | ربکا نویمان        |                                                              | [ ۸۹ ] |

## ترانه‌شناسی
آهنگ‌های راه یافته به جدول‌ها
| عنوان             | سال  | موقعیت در جدول‌ها | موقعیت در جدول‌ها | موقعیت در جدول‌ها | موقعیت در جدول‌ها | موقعیت در جدول‌ها | آلبوم                                 |
| عنوان             | سال  | کانادا           | اسپانیا          | ایرلند           | بریتانیا         | ایالات متحده     | آلبوم                                 |
| ----------------- | ---- | ---------------- | ---------------- | ---------------- | ---------------- | ---------------- | ------------------------------------- |
| «من یه خواب دیدم» | ۲۰۱۲ | ۷۷               | ۲۱               | ۲۶               | ۲۲               | ۶۹               | بینوایان: نکات مهم از موسیقی متن فیلم |

دیگر آهنگ‌ها
| ترانه                                | سال  | هنرمند                                                                    | آلبوم                                 |
| ------------------------------------ | ---- | ------------------------------------------------------------------------- | ------------------------------------- |
| «قلبم را نشکن»                       | ۲۰۰۴ | ان هتوی و جسی مک‌کارتنی                                                    | طلسم الا                              |
| «مرا ترغیب به رقصیدن می‌کنی (ریمیکس)» | ۲۰۰۴ | ان هتوی                                                                   | طلسم الا                              |
| «کسی برای عاشق شدن»                  | ۲۰۰۴ | ان هتوی                                                                   | طلسم الا                              |
| «دنیای بزرگ عالی»                    | ۲۰۰۵ | ان هتوی                                                                   | شنل‌قرمزی                              |
| «آن لب‌ها را دور کن»                  | ۲۰۰۹ | ان هتوی و الیرین مارچینگ بند                                              | شب دوازدهم                            |
| «همه پنج درک»                        | ۲۰۰۹ | ان هتوی، هم و آدرا مک‌دانلد                                                | شب دوازدهم                            |
| «بیا بمیر»                           | ۲۰۰۹ | ان هتوی، دیوید پیتو، رائول اسپارزا و الیرین مارچینگ بند                   | شب دوازدهم                            |
| «واقعی در ریو»                       | ۲۰۱۱ | ان هتوی، جسی آیزنبرگ، جیمی فاکس، جرج لوپز، ویل.آی.ام و دیگر خوانندگان ریو | ریو                                   |
| «بال‌های جذاب (می‌خوام مهمونی بگیرم)»  | ۲۰۱۱ | ان هتوی، ویل.آی.ام و جیمی فاکس                                            | ریو                                   |
| «در پایان روز»                       | ۲۰۱۲ | ان هتوی، هیو جکمن، فورمن، فکتوری گرلز و بازیگران فیلم                     | بینوایان: نکات مهم از موسیقی متن فیلم |
| «من یه خواب دیدم»                    | ۲۰۱۲ | ان هتوی                                                                   | بینوایان: نکات مهم از موسیقی متن فیلم |
| «خاتمه»                              | ۲۰۱۲ | ان هتوی، هیو جکمن، آماندا سیفرید، کلم ویلکینسون و ادی ردمین               | بینوایان: نکات مهم از موسیقی متن فیلم |
| «عشق چیست»                           | ۲۰۱۴ | ان هتوی، جیمی فاکس، جسی آیزنبرگ و ژانل مونی                               | ریو ۲                                 |
| «نرو»                                | ۲۰۱۴ | ان هتوی و فلاویا مایا                                                     | ریو ۲                                 |
| «در باله» (از خط گروه کر)            | ۲۰۱۶ | ان هتوی، دیزی ریدلی و باربارا استرایسند                                   | دوباره: همکاران فیلم آواز برادوی      |

## واژه‌نامه
1. ↑  Mia Thermopolis
2. ↑  Jean Sabin
3. ↑  Madeline Bray
4. ↑  Haru Yoshioka
5. ↑  Allison Lang
6. ↑  Lureen Newsome Twist
7. ↑  Andy Sachs
8. ↑  Kym Buchman
9. ↑  Claire Summers
10. ↑  Emma Allen
11. ↑  Liz Curran
12. ↑  Maggie Murdock
13. ↑  10 Mountains 10 Years
14. ↑  Emma Morley
15. ↑  Girl Rising
16. ↑  Emily Lombardo
17. ↑  Song One
18. ↑  Franny Ellis
19. ↑  Agent of TRUTH
20. ↑  Amelia Brand
21. ↑  Jules Ostin
22. ↑  Daphne Kluger
23. ↑  Karen Zariakas
24. ↑  Josephine Chesterfield
25. ↑  Sarah Bilott
26. ↑  Elena McMahon
27. ↑  Miss Eva Ernst / Grand High Witch
28. ↑  Linda
29. ↑  Carnival!
30. ↑  The Woman in White
31. ↑  Sydmonton Workshop
32. ↑  Children and Art
33. ↑  Grounded
34. ↑  The Children's Monologues
35. ↑  Get Real
36. ↑  Elmo's Christmas Countdown
37. ↑  HitRecord on TV
38. ↑  Documentary Now!
39. ↑  Don't Go Breaking My Heart
40. ↑  You Make Me Feel Like Dancing (Remix)
41. ↑  Great Big World
42. ↑  Take, O Take Those Lips Away
43. ↑  Full Phathom Five
44. ↑  Come Away Death
45. ↑  Real in Rio
46. ↑  Hot Wings (I Wanna Party)
47. ↑  At the End of the Day
48. ↑  Les Misérables: Highlights from
the Motion Picture Soundtrack
49. ↑  I Dreamed a Dream
50. ↑  Epilogue
51. ↑  What is Love
52. ↑  Don't Go Away
53. ↑  At the Ballet
54. ↑  Encore: Movie Partners Sing Broadway